# Uppercut

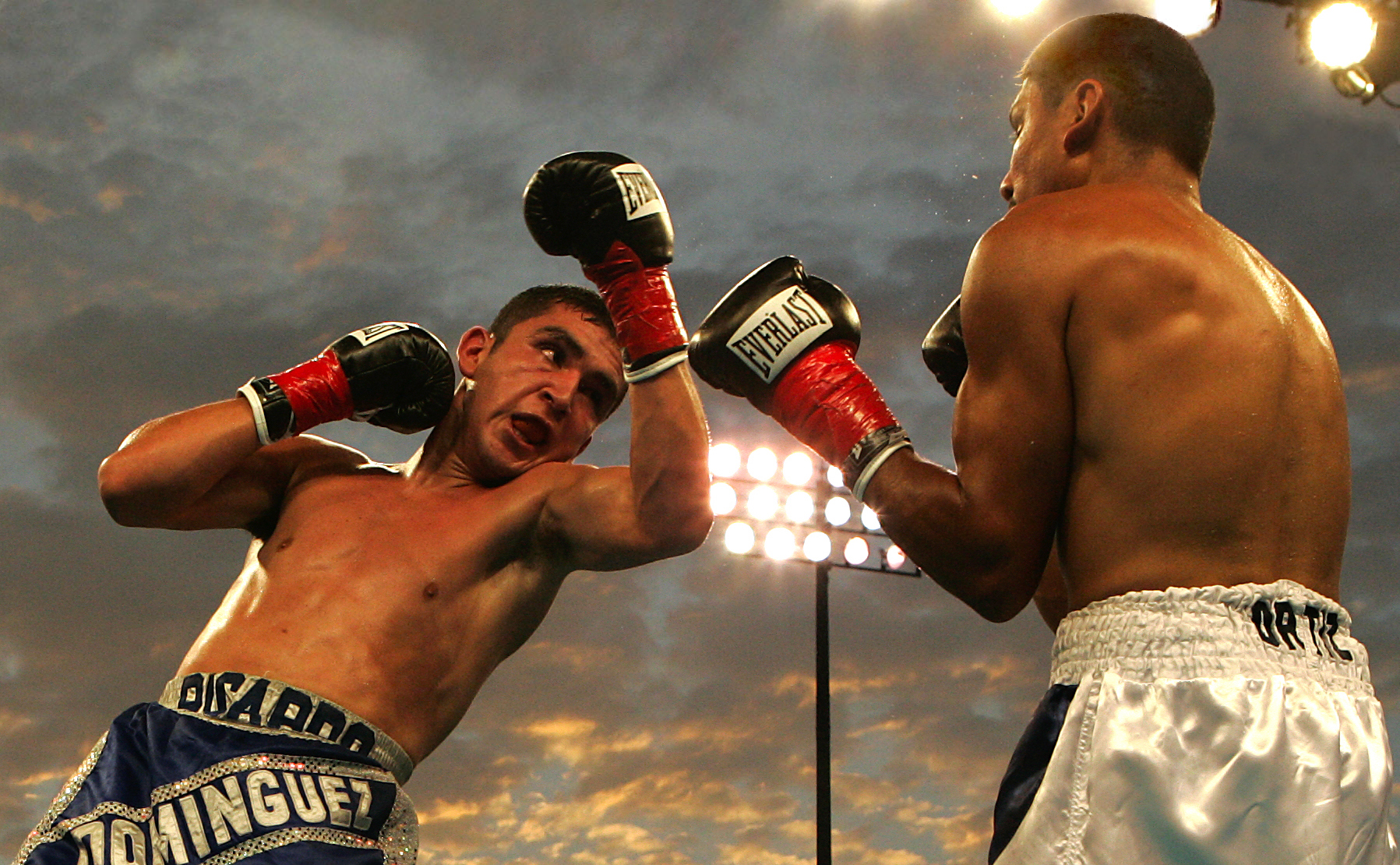
Ricardo Domínguez (izquierda) está lanzando un gancho a Rafael Ortiz (derecha).

El uppercut (anteriormente conocido como undercut; a veces también denominado upper) es un puñetazo utilizado en el boxeo que comienza desde abajo y viaja hacia arriba verticalmente apuntando a la barbilla o la parte superior del abdomen del oponente (el llamado «plexo solar»). Es, junto con el cruzado, uno de los dos golpes principales que cuentan en las estadísticas como golpes de poder. 
Los uppercut son útiles cuando se lanzan a corta distancia, porque se considera que causan más daño. El uppercut es un puñetazo poderoso capaz de asestar un golpe de gracia. Además, es probable que un boxeador falle si el uppercut se lanza cuando los oponentes están separados. Los uppercut generalmente causan más daño cuando aterrizan en la barbilla, pero también pueden causar dolor severo y lesiones cuando se lanzan al cuerpo (particularmente el plexo solar) o cuando aterrizan en la nariz o los ojos.

## Historia
A Samuel Elias también conocido como «Dutch Sam», se le atribuye la creación de este golpe originalmente llamado undercut. Se informó que «el neerlandés Sam causó estragos con el nuevo golpe hasta que se encontró una nueva forma de bloquearlo».

## Técnica
El puñetazo se mueve como su nombre lo indica: generalmente se inicia desde el vientre del atacante, haciendo un movimiento hacia arriba que se asemeja a la forma del gancho de un pirata, antes de aterrizar en la cara o el cuerpo del oponente. En una combinación de boxeo convencional, es el segundo golpe lanzado, después del Jab, pero puede iniciar o finalizar una combinación.
Al realizar un uppercut, el atacante debe permanecer cerca del objetivo, para evitar que el oponente detecte que se acerca el golpe y contraataque con un golpe directo. Un gancho desde el exterior también pierde parte de su potencia porque el brazo ya no está doblado a la altura del codo y no puede transferir eficazmente la fuerza total del cuerpo en el movimiento ascendente.

## El uppercut en otros idiomas
Albania: Aperkat
 Turquía: Aparkat
 Israel: סנוקרת
 Estonia: Lõuahaak
 Serbia: Аперкат
 Rusia: Апперкот
 Finlandia: kohokoukku
 Francia: Coup remontant
 Rumania: Upercut
 Japon: (Age zuki)
 Italia: Montante
 Corea: 어퍼컷
 China: 勾拳
 Polonia: podbródkowy
 España: Gancho
 Tailandia: Mat-soy (หมัดเสย)
 Birmania: Pin Latt-di
 Estados Unidos: Uppercut
 Alemania：Aufwärtshaken
 Ucrania: Аперкот
 Bulgaria: Ъперкът

## Boxeadores famosos por sus uppercut
incluyen a Lennox Lewis, Joe Louis, Wilfredo Gómez, Julio César Chávez, Sonny Liston, George Foreman, Mike Tyson, Rubén Olivares y Sandy Saddler.

## Galería

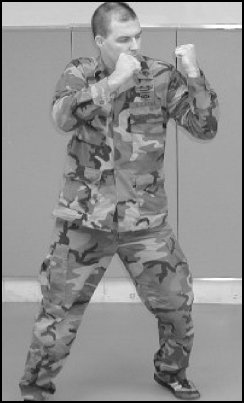
Uppercut con mano adelantada
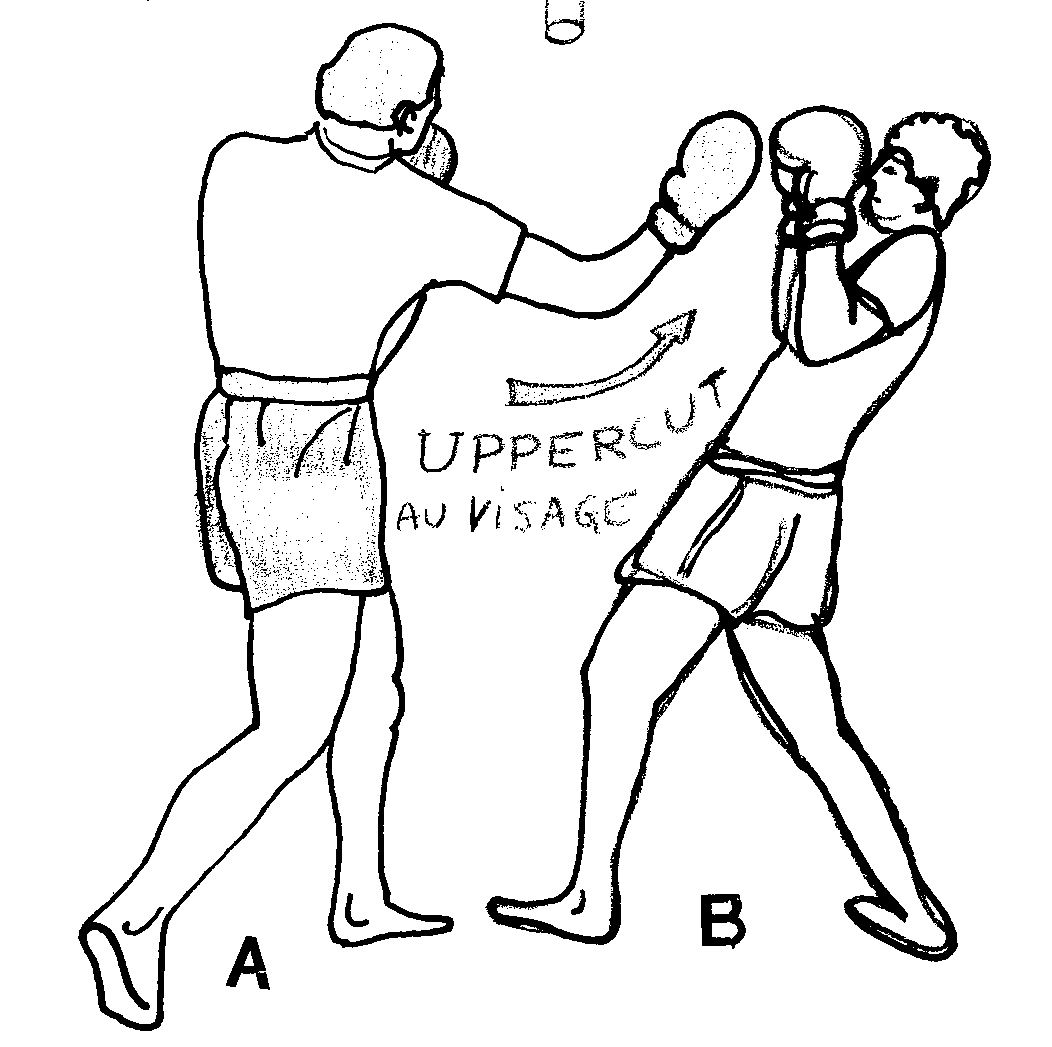
Uppercut derecho en largo alcance
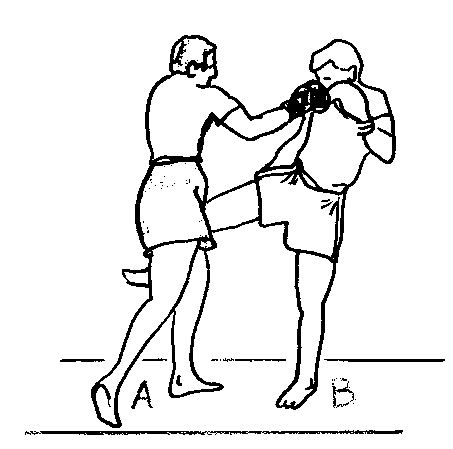
Uppercut derecho en contragolpe
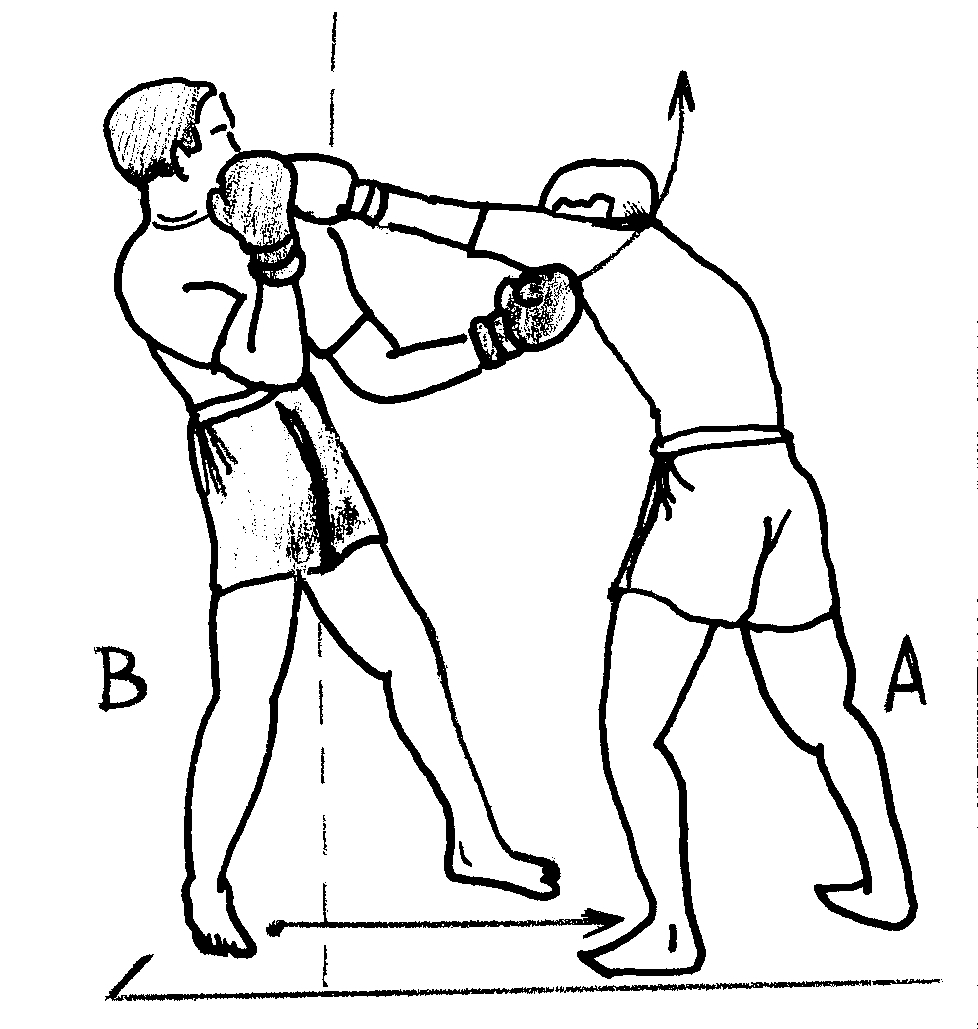
Uppercut izquierdo en contragolpe
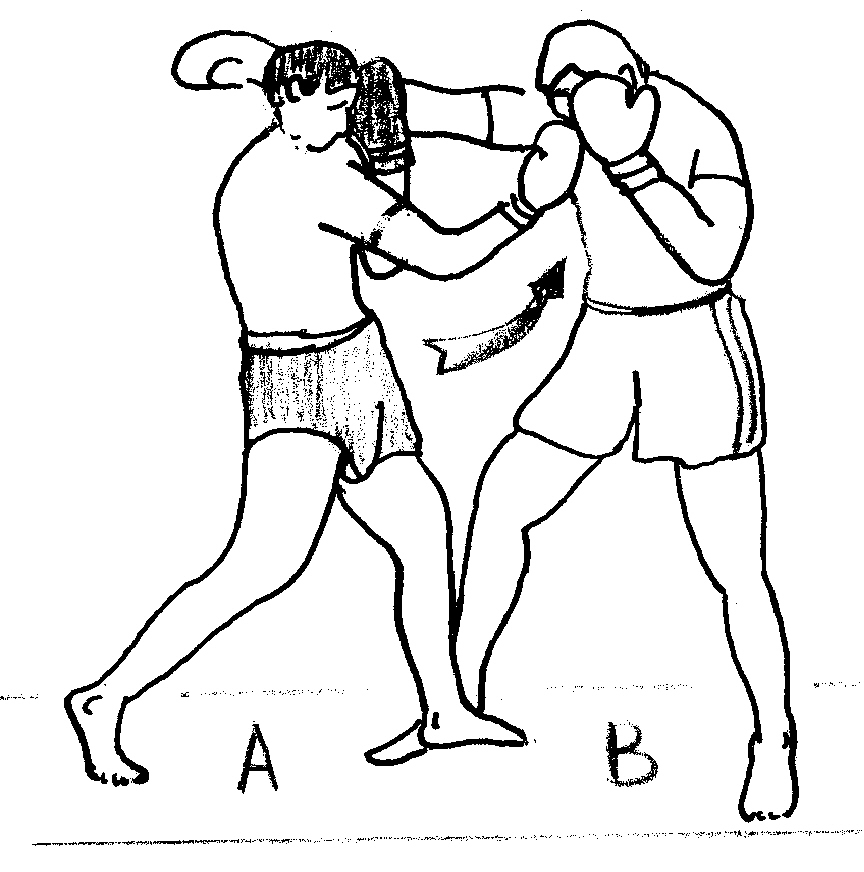
Uppercut en contragolpe